# Mura di Loreto
Le mura di Loreto sono l'antica cinta di difesa della città di Loreto (AN) nelle Marche.
Già erette a partire dal 1315, vennero rifatte, potenziandole, fra il 1518 e il 1522 per volere di papa Leone X a difesa contro i Turchi.

## Storia e descrizione

### Prima cinta muraria
Con l'arrivo in loco della Santa Casa (1294) cominciarono ad affluire numerosi pellegrini, e con essi anche i malintenzionati volti a rapinare questi ultimi e anche le donazioni che i papi cominciarono a inviare a Loreto. Così nel 1315 si intraprese la costruzione di una prima cinta muraria. Era un quadrilatero con torri agli angoli costruiti nell'arco di circa un secolo.

### Le mura rinascimentali

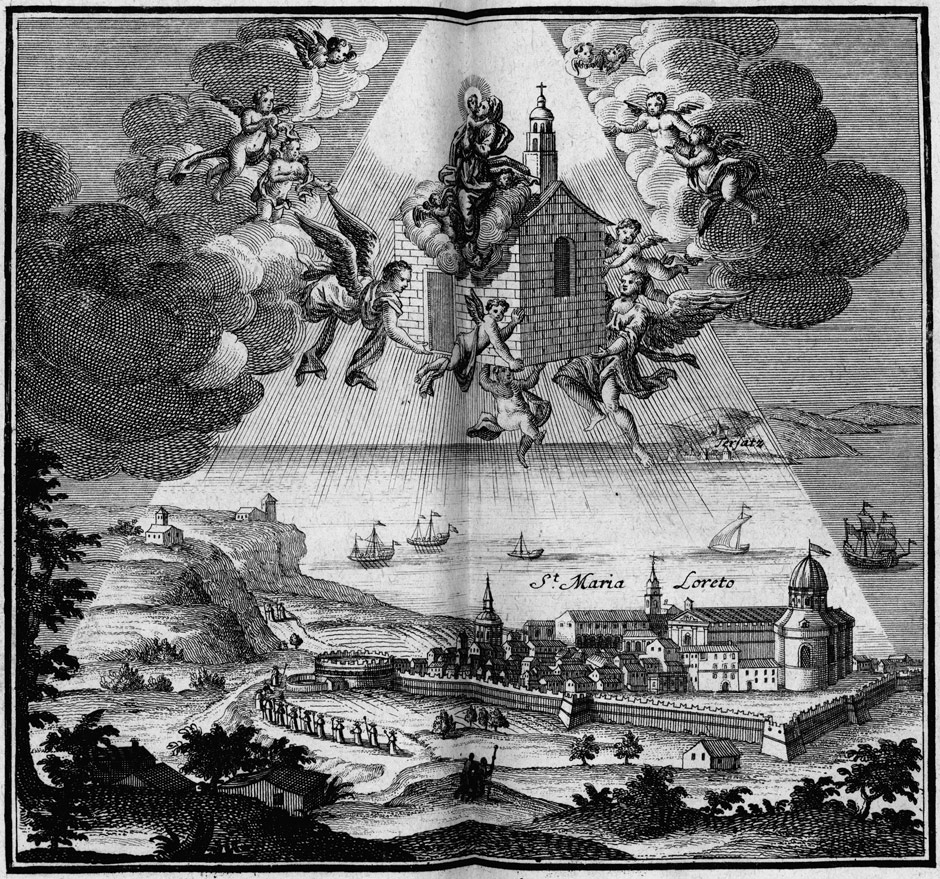
Veduta di Loreto con le mura in una stampa del 1725.

Nella seconda metà del XV secolo, gli attacchi, seguiti da razzie, dei Turchi diventavano sempre più frequenti nell'Adriatico. Nel 1456 ci fu un tentativo di sbarco a Porto Recanati, nel 1479 l'attacco a grottammare e l'anno seguente stragi in Puglia.
Il cardinale Girolamo Basso Della Rovere, vescovo di Macerata e Recanati, iniziò, dunque, a migliorare le fortificazioni di Loreto, inviando un contingente d'armigeri da Recanati e, dal 1485, dotando la basilica dei camminamenti di ronda e d'avvistamento realizzati da Giuliano da Maiano e Baccio Pontelli. Tuttavia, per la raccolta dei fondi, i lavori procedettero lentamente.
Fu con il cruento attacco del sultano Selim il Crudele del 5 giugno 1518 a Porto Recanati, che il papa Leone X diede forti disposizioni per il potenziamento delle fortificazioni erigendo delle nuove mura.
Dal 1518 al 1522 si intraprese il grande cantiere che, come dalle disposizioni papali, doveva essere rapido. Si utilizzarono i materiali destinati all'ampliamento del porto di Recanati; si impiegarono 400 operai, al lavoro anche di domenica, e tre architetti: Antonio da Sangallo il Giovane che ideò il progetto, Cristoforo Resse da Imola realizzò i lavori e Andrea Sansovino perfezionò l'opera. 
Le mura, dotate di merli arcuati binati e munite di 26 pezzi d'artiglieria, erano fortificate da tre baluardi pentagonali e due bastioni circolari. Il torrione circolare occidentale, il maggiore, dotato di 28 merli, nascondeva una cisterna; quello orientale, detto torrione Sangallo, con 16 merli e una garitta di vedetta, accoglieva le casematte.

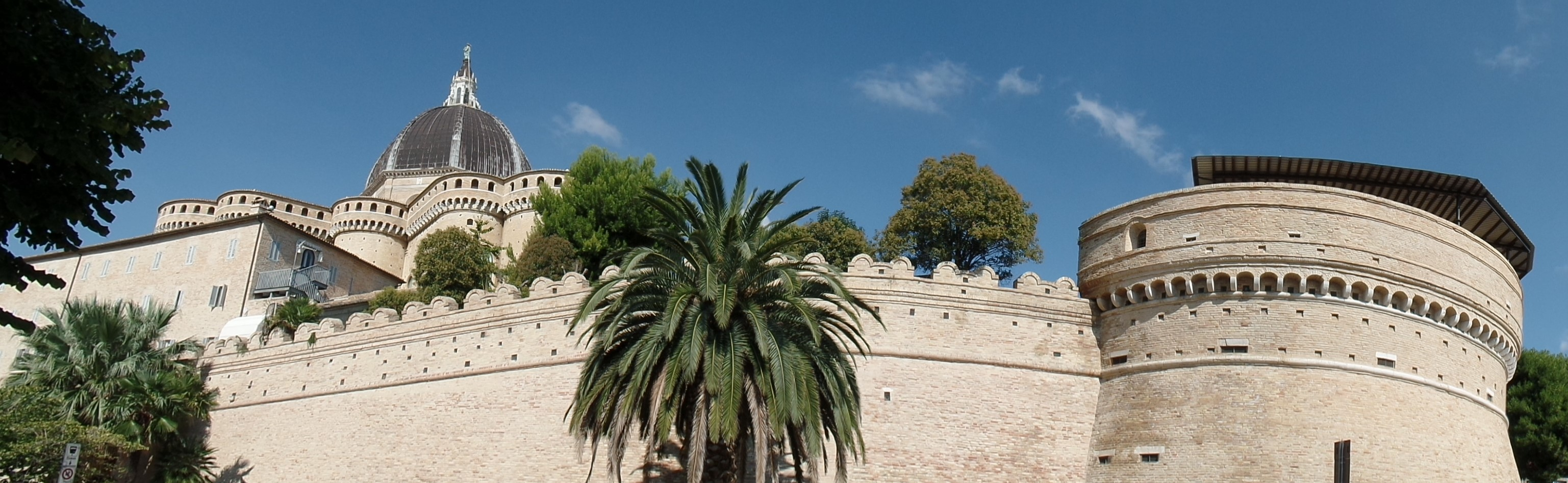
Veduta delle mura col torrione del Sangallo.

### Le porte
Sulla cinta muraria si apriva originariamente un solo ingresso, porta Osimana, che si dava verso nord-ovest, in direzione della città di Osimo. In seguito venne realizzata la porta Marina, ad nord-est, che affaccia sulla piana del Musone, verso il monte Conero e dunque il mare Adriatico.
- Porta Osimana, venne chiusa nel 1590 e sostituita dalla porta Romana.
- Porta Marina venne costruita fra il 1523 e il 1534, poi rifatta fra il 1617 e il 1624 da Giovanni Branca, arricchendola con elementi provenienti dalla demolizione del vecchio cimitero[5] e ornata con le api barberiniane di papa Urbano VIII (1623-1644).
- Porta Romana venne aperta ad ovest della città, in direzione appunto di Roma, in sostituzione della porta Osimana. Fu costruita dall'architetto maceratese Pompeo Floriani (padre di Pietro Paolo Floriani) nel 1590 circa e decorata con due statue di Profeti scolpite da Simone Cioli nel 1538-41, destinate in un primo momento al rivestimento marmoreo della Santa Casa[5].

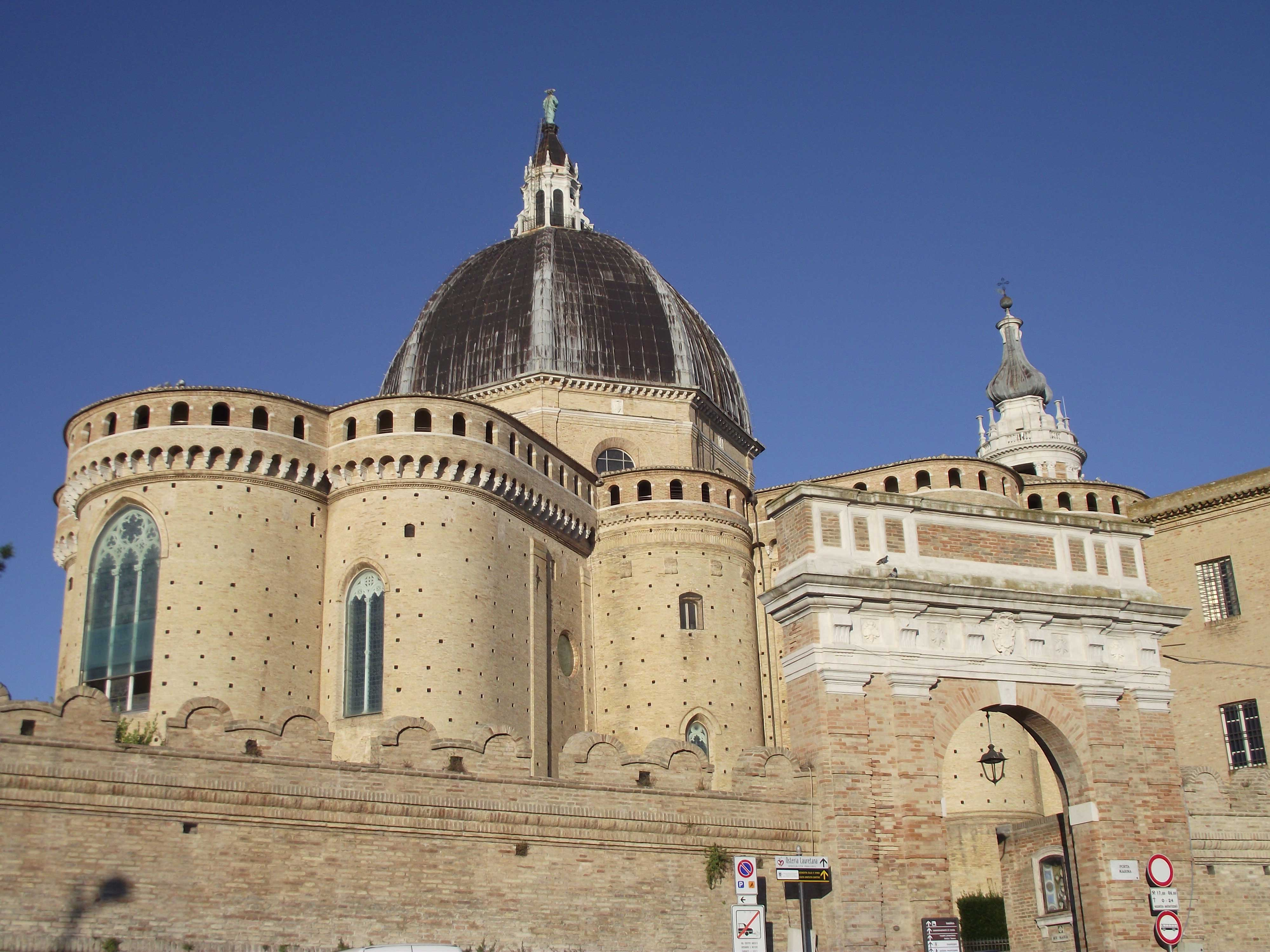
Porta Marina
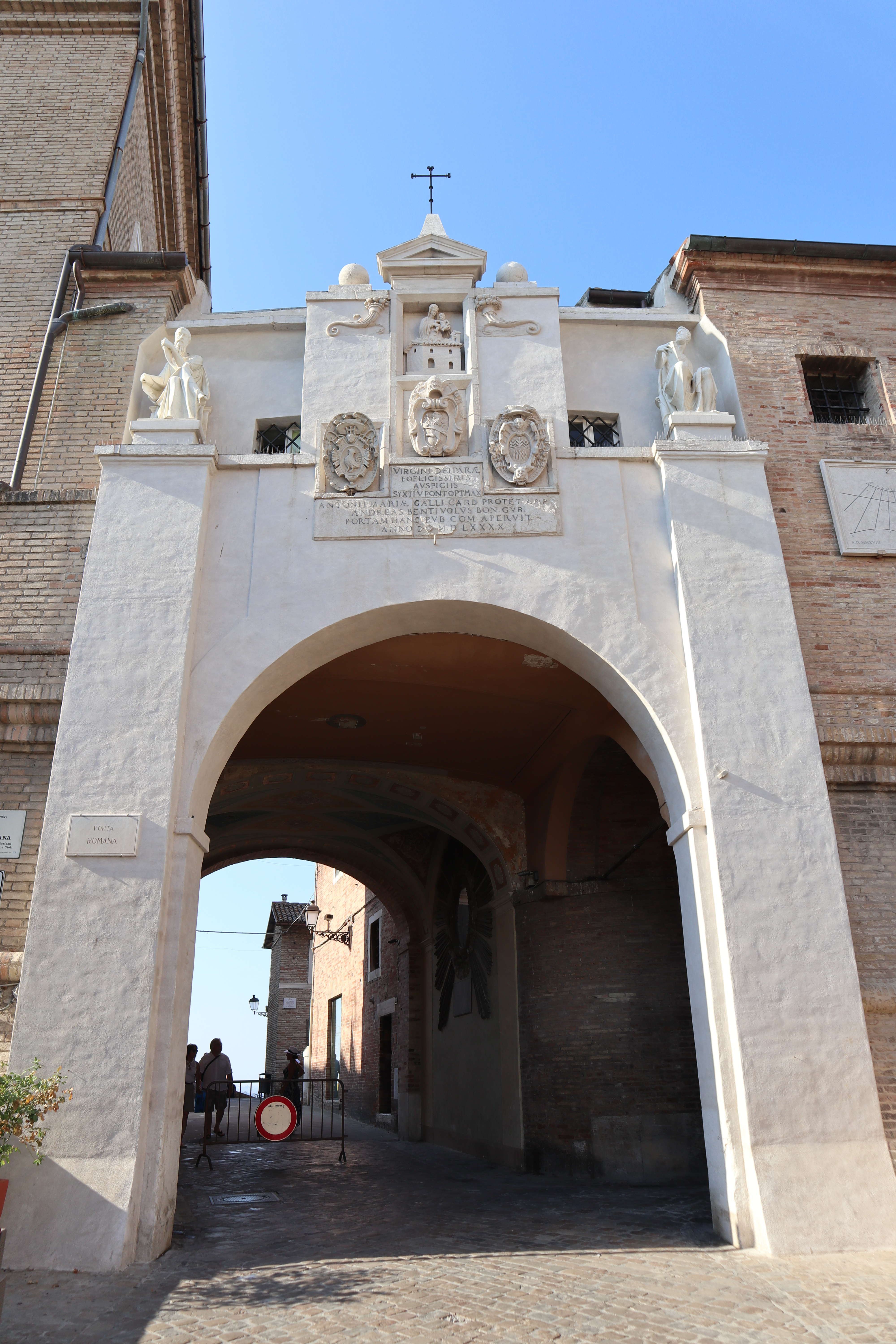
Porta Romana
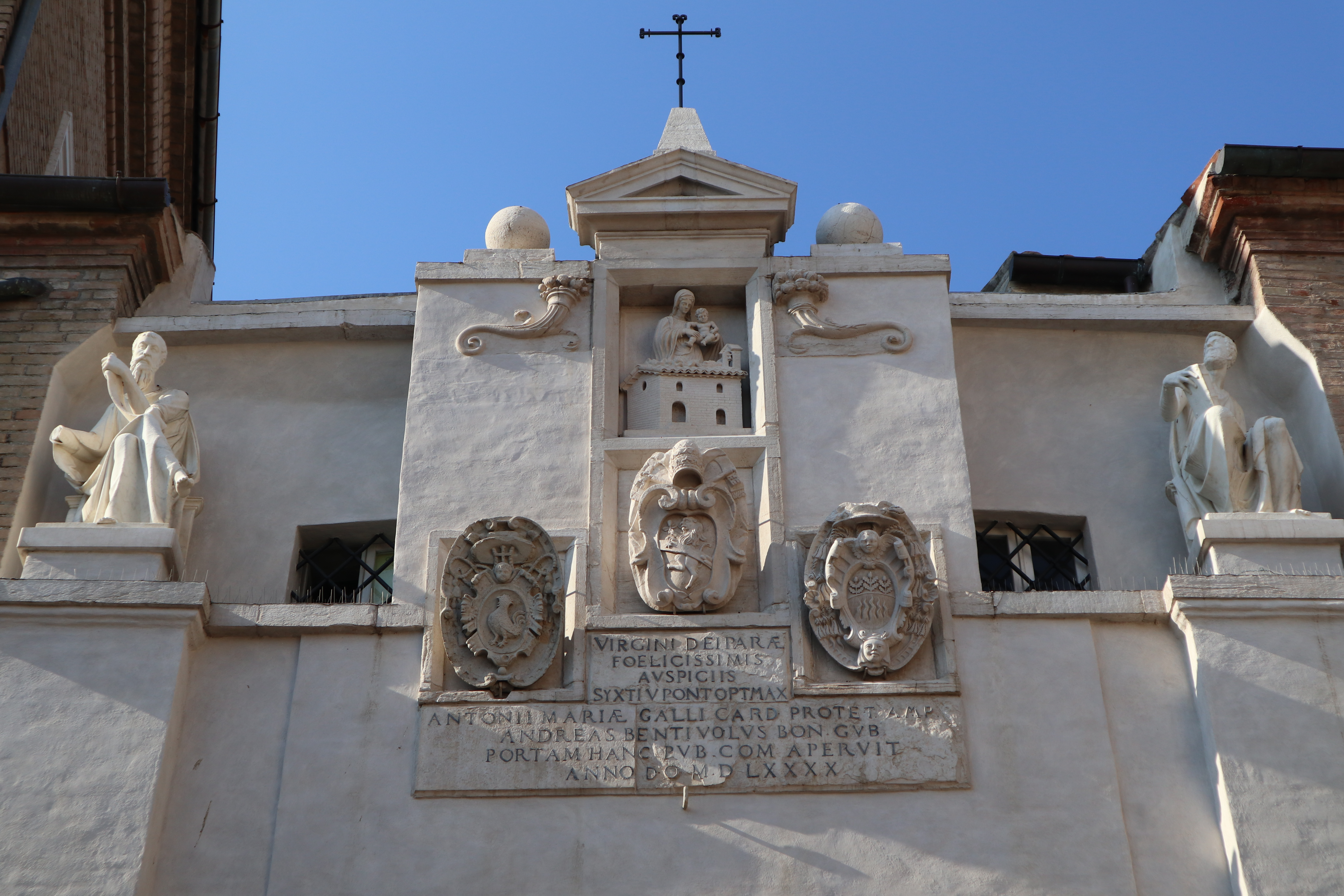
Porta Romana